# Алексеевская глазная больница
Алексеевская глазная больница (Московский НИИ глазных болезней им. Гельмгольца) — первая муниципальная глазная больница, открытая в Москве в 1900 году.

## История
Открытие глазной больницы в Москве произошло 17 ноября 1900 года.
Средства на постройку выделила известная меценатка Алексеева, Варвара Андреевна в память о муже, Алексееве Андрее Алексеевиче, который состоял в совете Московской практической академии коммерческих наук и также занимался благотворительностью. Строительство больницы обошлось Варваре Андреевне в 250 тыс. руб., из которых 155 тыс. были израсходованы на постройку и оборудование больницы, а остальные были положены в Государственный банк как неприкосновенный капитал, проценты с которого шли на содержание больных.
Предложение открыть глазную больницы поступило от глазного врача Адельгейма Константина Львовича.
Больница была популярна у населения, в ней оказывалась помощь всем нуждающимся, бесплатно выдавались лекарства. Она имела мужское, женское и детское отделение, а также амбулаторию. В больнице числились: главный врач, который одновременно был и директором, 4 врача-офтальмолога, 1 провизор и 28 человек персонала. Каждый год клиника получала на свои нужды 25 000 рублей из городского бюджета..
В больнице было открыто особое отделение для детей, аналогов которого не было больше ни в России, ни в Западной Европе. Позволить себе такое отделение смогла через несколько только известная глазная клиника имени Ротшильда в Париже.
Здесь начинал свою врачебную деятельность выдающийся офтальмолог, академик Авербах Михаил Иосифович. С 1903 г. в течение 40 лет он  был главным врачом и директором больницы. В 1952 году на территории больницы ему был установлен памятник работы С.Д. Меркурова.
Во время Первой мировой войны больница оказывала помощь не только гражданскому населению, но и раненым. В годы после революции больницу продолжали снабжать необходимыми медикаментами, питанием, освещением и отоплением.
Территория больницы постепенно расширялась, в 1925 году она могла принять до 150 лежачих больных. Обладая большим опытом и возможностью наблюдения за больными, больница стала располагать большой научной базой. С 1910 по 1919 гг. обучение в её стенах прошли около 2000 студентов. Больница стала научным центром, где проводились конференции, посвященные самым остры вопросам офтальмологии..
В январе 1936 года глазная больница стала Центральным научно-исследовательским Институтом офтальмологии. В 1948 году он получил новое название — Московский НИИ глазных болезней им. Гельмгольца - и статус государственного головного научно-практического центра в области офтальмологии.

## Здания
В состав больницы в самом начале входили всего 3 здания — главный больничный корпус (сегодня это 1-й корпус института), жилой дом для работников и корпус хозяйственных построек.
Под строительство больницы в 1898 году была передана левая часть Яузского полицейского двора. Автором проекта здания, выходящего на Садовую, был военный инженер Э.Ф.Флейснер.
Второе здание в Фурманном переулке было построено по проекту архитектора П. А. Ушакова.
В 1917 году глазной больнице был передан служебный корпус Яузской полицейской части, построенный в 1820-х гг.
Неоклассическое здание хирургического корпуса глазной больницы было построено в 1925—1929 гг. по проекту архитектора И. А. Иванова-Шица.

## Современность
Сегодня институт готовит научные кадры и врачей для работы в России и странах СНГ. На базе института существует аспирантура и ординатура, проходят курсы повышения квалификации, ученики института успешно защищают докторские и кандидатские диссертации и работают во всех ведущих клиниках страны..